# تامرا دیویس
تامرا دیویس (انگلیسی: Tamra Davis؛ زادهٔ ۲۲ ژانویهٔ ۱۹۶۲) یک کارگردان اهل ایالات متحده آمریکا است. وی از سال ۱۹۸۶ میلادی تاکنون مشغول فعالیت بوده‌است.